# Barcelona Sants
Barcelona Sants (kat. Estació de Sants, hiszp. Estación de Sants) – największy dworzec kolejowy w Barcelonie, w Katalonii, w Hiszpanii. Od 20 lutego 2008 r. do dworca docierają szybkie pociągi AVE. W pobliżu dworca Sants znajduje się stacja metra, na której zatrzymują się linie L3 i L5 barcelońskiego metra.